# Händel-Förderpreis der Stadt Halle
Der Händel-Förderpreis der Stadt Halle war ein von 1993 bis 2006 vergebener Förderpreis der Stadt Halle (Saale). Zur genauen Ermittlung der Preisträger wurde ab 1996 ein internationaler Musikwettbewerb in verschiedenen Kategorien im Rahmen der Händel-Festspiele ausgeschrieben, zuletzt zum 8. Mal im Jahr 2005. In der Tradition des Händel-Förderpreises sieht sich der seit 2014 vergebene Internationale Händel-Forschungspreis der Georg-Friedrich-Händel-Gesellschaft.

## Geschichte
Der Händel-Förderpreis der Stadt Halle richtete sich an Musiker, Sänger und Musikwissenschaftler. Er war mit einem Preisgeld zwischen 5.000 und 6.000 Euro dotiert und wurde von der Stadt Halle, dem Verein der Freunde und Förderer der Händel-Festspiele e. V. und dem Verein Händels Neue Generation e. V. sowie Unternehmen der Region gefördert.
Die konzertante Wiederentdeckung der Händel-Oper Lotario mündete schließlich 1996 in der Auszeichnung des Musikwissenschaftlers Hans-Georg Hofmann.
Im Jahr 1999 wurden die mit 10.000 D-Mark dotierten Förderpreise für junge Dirigenten bei einem von dem englischen Dirigenten Paul Goodwin geleiteten Dirigierseminar im Rahmen der Händel-Festspiele ausgewählt. Die Preisträger, darunter Marcus Bosch, seines Zeichens zweiter Kapellmeister des Hessischen Staatstheaters Wiesbaden, durften Händels Ode Das Alexanderfest dirigieren.
Von 2000 bis 2005 (Nichtvergabe 2003 wegen Hochwassers) wurde die Auszeichnung für die Preisträger eines internationalen Händel-Wettbewerbs für Instrumentalsolisten im Rahmen der Händel-Festspiele vergeben. Juryvorsitzender war der Oboist Burkhard Glaetzner. Der 2002 ausgeschriebene Trompetenwettbewerb mit seinen zwei Kategorien (historisches und modernes Instrument) galt seinerzeit als einzigartig auf der Welt. Die Wettbewerbe waren international ausgerichtet, so bewarben sich 2005 insgesamt 40 Musiker aus 20 Ländern auf den Förderpreis.
Anlässlich des 50. Jubiläums der Händel-Festspiele wurde durch die Stadt Halle (Saale) ein mit 20.000 D-Mark dotierter Händel-Kompositionspreis ausgeschrieben. Parallel dazu wurde ein mit 4.000 D-Mark dotierter Förderpreis für Komponisten vergeben. Juryvorsitzender war diesmal der Komponist Thomas Buchholz, Mitglied im Verein der Freunde und Förderer der Händel-Festspiele.

## Kritik
Die Preisvergabe 1997 an das Händelfestspielorchester Halle war nach Achim Heidenreich von der Frankfurter Allgemeinen Zeitung „überfällig und ein wichtiges, sicher motivierendes Zeichen“.
Im Zuge der Preisverleihung 1999 wurde die Dirigentin Cornelia von Kerssenbrock von Doris Lott in den Badischen Neuesten Nachrichten als „der neue Stern am barocken Dirigentenhimmel“ bezeichnet. Die Journalistin sah ihr „eine Traumkarriere“ voraus.
Johannes Killyen kritisierte 2001 in der Mitteldeutschen Zeitung (MZ), dass es sich beim Kompositionswettbewerb von 2001 lediglich um ein „zeitgenössisches Feigenblatt“ im Rahmen der tradierten Händel-Festspiele gehandelt hat. Der Förderpreis für Komposition sei bereits im Jahr 1999 für Kammermusikensemble ausgeschrieben gewesen und habe keinen Bezug zum Barockkomponisten Georg Friedrich Händel gehabt. Die Preisträgerstücke Visions für Flöte, Fagott, Viola, Vibraphon und Klavier (1998) von Narine Khachatryan und rufen? nein, wollen! für Ensemble (1999) von Thomas Christoph Heyde wurden erst 2001 vom Freiburger Ensemble SurPlus im neuen theaters in Halle aufgeführt.
Für Meike Knoche von der MZ war der Wettbewerb 2005 ein „Aushängeschild“ der Händel-Festspiele für ein „innovatives Förderungskonzept, das vor allem durch in Halle ansässige Firmen und das Land ermöglicht werden kann“.

## Preisträger
- 1993: Förderpreis junger Musiker: Hans-Martin Fuhrmann
- 1994: Förderpreise junger Musiker: Dietlind von Poblozki, Adelheid Böhme
- 1995: Förderpreise Barockgesang: Antje Gebhardt, Ulrike Helzel
- 1996: Förderpreise junger Wissenschaftler: Hans-Georg Hofmann (1. Preis), Michael Werner (2. Preis), Artie Heinrich (3. Preis); Kompositionswettbewerb: keine Auszeichnung[9]
- 1997: Förderpreis Musizieren auf historischen Instrumenten: Händelfestspielorchester Halle; Gesangswettbewerb, Barockgesang: Antje Perscholka, Katrin Strocka, Eva Slametschka, Cornelia Bär, Axel Scheidig, Norbert Meyn, Ewa Krzak[10]
- 1998: Förderpreis junger Musiker: Katrin Wittrisch[11]
- 1999: Förderpreise junger Dirigenten: Cornelia von Kerssenbrock, Marcus Bosch, Hans Jochen Braunstein (geteilter Preis); Kompositionswettbewerb, Hauptpreis: Alexandra Filonenko, Klaus H. Stahmer (geteilter Preis); Förderpreis: Narine Khachatryan, Thomas Christoph Heyde (geteilter Preis)[12]
- 2000: Oboenwettbewerb, Barockoboe: Antoine Torunczyk (1. Preis), Luise Baumgartl (2. Preis), Maike Buhrow (3. Preis); moderne Oboe: Martin Frutiger (1. Preis), Sonja Kierspel, Kai Rapsch (2. Preise), nicht vergeben (3. Preis)[13]
- 2001: Flötenwettbewerb, Flauto traverso: nicht vergeben (1. Preis), Ulrike Werner, Torun Torbo (2. Preise), Marion Hofmockel (3. Preis); moderne Flöte: Dòra Ombòdi (1. Preis); nicht vergeben (2. Preis), Botond Rab, Martin Glück (3. Preise)[12]
- 2002: Trompetenwettbewerb, Barocktrompete: Paolo Bacchini (1. Preis), Jaroslav Rouček (2. Preis), Pierre Torwald (3. Preis); moderne Trompete: Steffen Naumann (1. Preis), Masaro Gushi (2. Preis), Tobias Willner (3. Preis)[14]
- 2003: nicht vergeben
- 2004: Förderpreis Barockgesang: Ulrike Fulde; Obenwettbewerb, Barockoboe: nicht vergeben (1. Preis), Susanne Grützmacher (2. Preis), nicht vergeben (3. Preis); moderne Oboe: Wan-Chen Hsieh (1. Preis), Blanca Alejandra Gleisner (2. Preis), Minkyu Yoon (3. Preis)[15][16]
- 2005: Flötenwettbewerb, Flauto traverso: nicht vergeben (1. Preis), Monika Scholand (2. Preis), Marion Hofmockel (Sonderpreis, gestiftet von Händels Neue Generation e. V.); moderne Flöte: Dòra Ombòdi (1. Preis), Andreas Kißling (2. Preis), Shih-Chun Chen (Sonderpreis, gestiftet von der Baden-Württembergischen Bank)[17]
- 2006: Förderpreise junger Wissenschaftler: Mait Martin, Anne Constanze Petersmann
- (2007: EnviaM-Förderpreis: Landesjugendchor Sachsen-Anhalt)